# Ji Chunmei
Dit is een Chinese naam; de familienaam is Ji.
Ji Chunmei (Jiangsu, 14 februari 1986) is een voormalig tennisspeelster uit China. Zij was actief in het internationale tennis van 2002 tot en met 2012.

## Loopbaan
Ji nam in 2002 voor het eerst deel aan een ITF-toernooi, in Tianjin. In 2006 stond zij voor het eerst in een finale, op het ITF-toernooi van Shenzhen. In het enkelspel wist zij nooit een toernooi te winnen, en zij stopte met enkelspeltoernooien in de herfst van 2010.
In het dubbelspel was Ji succesvoller. In 2005 won zij haar eerste ITF-titel in Wuhan, samen met landgenote Yu Dan. In totaal won zij tien ITF-toernooien. In 2006 nam zij voor het eerst deel aan een WTA-toernooi in Peking, samen met landgenote Sun Shengnan – zij bereikten de tweede ronde. Hetzelfde koppel bereikte in 2007 de finale in Praag – zij verloren van het Tsjechische duo Petra Cetkovská / Andrea Hlaváčková. Later dat jaar won Ji, eveneens met Sun Shengnan, haar enige WTA-titel: op het toernooi van Bali – in de finale versloegen zij Jill Craybas en Natalie Grandin. Ji en Sun namen in 2007 deel aan de Fed Cup – zij wonnen hun dubbelspelpartij op gravel tegen België (Debbrich Feys en Aude Vermoezen). In 2007 en 2008 nam het koppel Ji/Sun enkele malen deel aan een grandslamtoernooi – slechts eenmaal bereikten zij de tweede ronde, op het Australian Open. Haar hoogste positie op de WTA-ranglijst is de 61e plaats, die zij bereikte in mei 2008.
In de tweede helft van 2008 eindigde Ji's samenwerking met Sun Shengnan. In 2009 en 2010 speelde zij nog verscheidene toernooien met andere partners, daarna niet of nauwelijks meer.

## Posities op deWTA-ranglijst
Positie per einde seizoen:
| jaar | rang enkelspel | rang dubbelspel |
| ---- | -------------- | --------------- |
| 2004 | 791            | 685             |
| 2005 | 847            | 421             |
| 2006 | 409            | 125             |
| 2007 | 673            | 94              |
| 2008 | 636            | 98              |
| 2009 | 439            | 198             |
| 2010 | 551            | 197             |
| 2011 | –              | 927             |

## Palmares
| Legenda                |
| ---------------------- |
| Grandslamtoernooi      |
| Olympische Spelen      |
| Year-End Championships |
| Tier I                 |
| Tier II                |
| Tier III               |
| Tier IV & V            |

### WTA-finaleplaatsen vrouwendubbelspel
| nr.              | finale     | toernooi  | ondergrond | partner      | tegenstandsters                   | score    |         |
| ---------------- | ---------- | --------- | ---------- | ------------ | --------------------------------- | -------- | ------- |
| gewonnen finales |            |           |            |              |                                   |          |         |
| 1.               | 2007-09-16 | WTA Bali  | hardcourt  | Sun Shengnan | Jill Craybas Natalie Grandin      | 6-3, 6-2 | details |
| verloren finales |            |           |            |              |                                   |          |         |
| 1.               | 2007-05-13 | WTA Praag | gravel     | Sun Shengnan | Petra Cetkovská Andrea Hlaváčková | 6-7, 2-6 | details |

## Resultaten grandslamtoernooien
| Legenda | Legenda                          |
| ------- | -------------------------------- |
| g.t.    | geen toernooi gehouden           |
| l.c.    | lagere categorie                 |
| –       | niet deelgenomen                 |
| G       | uitgeschakeld in de groepsfase   |
| 1R      | uitgeschakeld in de eerste ronde |
| 2R      | uitgeschakeld in de tweede ronde |
| 3R      | uitgeschakeld in de derde ronde  |
| 4R      | uitgeschakeld in de vierde ronde |
| KF      | uitgeschakeld in de kwartfinale  |
| HF      | uitgeschakeld in de halve finale |
| F       | de finale verloren               |
| W       | het toernooi gewonnen            |
| w-v     | winst/verlies-balans             |

### Vrouwendubbelspel
| toernooi        | 2007 | 2008 |
| --------------- | ---- | ---- |
| Australian Open | –    | 2R   |
| Roland Garros   | –    | 1R   |
| Wimbledon       | 1R   | 1R   |
| US Open         | 1R   | –    |